# V. Zivilsenat des Reichsgerichts
Der V. Zivilsenat des Reichsgerichts war ein Spruchkörper des Reichsgerichts. Es handelte sich um einen von insgesamt fünf bis neun Senaten, die sich mit Zivilsachen befassten.

## Geschichte
Der Senat bestand von 1879 bis 1945. Zusammen mit dem IV. Zivilsenat betreute es die Gebiete des Allgemeinen Landrechts für die Preußischen Staaten. Der Senat hat in seiner Rechtsprechung zum preußischen Gesetz von 1872 über den Eigentumserwerb von Grundstücken und der Grundbuchordnung die Rechtsprechung zum Immobiliarrecht des BGB geprägt.

## Geschäftsverteilung 1900
Dem V. Zivilsenat sind zugewiesen: 
1. Sofern es sich um Anwendung der vom Jahre 1900 ab geltenden neuen Gesetze handelt, aus dem ganzen Reiche, andernfalls nur aus den unter IV Ziff. 2 bezeichneten Bezirken die Rechtsstreitigkeiten über:
a) Ansprüche aus Besitz und Eigentum von Grundstücken (§§ 911 ff. BGB), einschließlich von Überbau (§§ 912 bis 916 BGB) und Abgrenzung (§§ 919 und 920 BGB) sowie auch von Geldansprüchen an Stelle nicht mehr gegebener Vindikationen (Preuß. AllgLR I 15, §§ 14–16, 28–32), aber mit Ausschluss von Nachbarrechtsverletzungen (§§ 903 bis 910 BGB), sowie auch von Notwegen (§§ 917 und 918 BGB),
b) Ansprüche aus Kauf und Tausch von Grundstücken nebst Wiederkauf und Vorkaufsrecht, sowie aus sonstigen Verträgen über Grundstücke, soweit dieselben nicht einem anderen Senate besonders zugewiesen sind,
c) Hypotheken, Grundschulden und Rentenschulden nebst Rechtsgeschäften hierüber, einschließlich von § 41 des Preußischen Grundeigentumsgesetzes vom 5. Mai 1872
d) Zwangsvollstreckungen in Grundstücke
e) Schadensersatzansprüche auf Grund von § 12 der Grundbuchordnung.
2. Aus dem ganzen Reiche mit Ausnahme der unter III Ziff. 3 bezeichneten Bezirke die Bergrechtssachen, sofern die Klage vor dem Jahre 1900 eingereicht ist.
3. Aus den unter IV Ziff. 2 bezeichneten Bezirken außerdem, sofern es sich nicht um die Anwendung des vom Jahre 1900 ab geltenden Rechts handelt, die Rechtsstreitigkeiten über:
a) dingliche Rechte an beweglichen Sachen
b) Ansprüche wegen Verletzung des Nachbarrechts bei Grundstücken (insbesondere Immissionen)
4. Für das ganze Reich die Entscheidung in Fällen von § 79 der Reichsgrundbuchordnung.
1904 übernommen: 
Vom VI. Zivilsenat die Rechtsstreitigkeiten über Verletzungen des Nachbarrechts bei Grundstücken (§§ 903–910 BGB, § 26 GewO), VI Ziff. I d
Vom VII. Zivilsenat die Rechtsstreitigkeiten über bergrechtliche Verhältnisse, soweit sie ihm noch nicht zugewiesen waren, VII Ziff. 1 b.

## Bekannte Urteile des V. Zivilsenats
- Edelmannfall (RGZ 117, 121)
- Kritikerfall (RGZ 133, 388; Urteil vom 7. November 1931 zum Kontrahierungszwang aus § 826 BGB)[2]

## Besetzung
Farblegende: 
Ruhestand vor dem 1. Juli 1919 in   
Ruhestand vor dem 1. Oktober 1934  in   
Ruhestand nach dem 1. Oktober 1934 in   
Richter nach 1946 (soweit bekannt) in   

### Senatspräsidenten
| Nr. | Name                                             | Ernennung        | Senatsaustritt   |                             |  |
| --- | ------------------------------------------------ | ---------------- | ---------------- | --------------------------- |  |
| 1   | August Ukert (1811–)                             | 1. Oktober 1879  | 1. Juni 1884     | Ruhestand                   |  |
| 2   | Gustav Ludwig August Fleischauer (1819–1891)     | 1. Juni 1884     | 9. April 1891    | Verstorben                  |  |
| 3   | Heinrich Wiener (1834–1897)                      | 9. April 1891    | 1. Oktober 1896  | Ruhestand                   |  |
| 4   | Paul Kayser (1845–1898)                          | 1. Oktober 1896  | 13. Februar 1898 | Verstorben                  |  |
| 5   | Otto Löwenstein (1833–1909)                      | 13. Februar 1898 | 1. Juni 1907     | Ruhestand                   |  |
| 6   | Karl Jeß (1843–1925)                             | 1. Juli 1907     | 1. Oktober 1918  | Ruhestand                   |  |
| 7   | Gustav Friedrich Wilhelm Karl Struckmann (1867–) | 1. Oktober 1918  |                  |                             |  |
| 8   | Peter Clasen (1866–)                             | 1930             | 1. Oktober 1934  | Ruhestand                   |  |
| 9   | Karl Linz (1869–)                                | 1934             | 1937             |                             |  |
| 10  | Eugen Kolb (1879–1954)                           | 1938             | 1. Mai 1938      | Übertritt zum 2. Zivilsenat |  |
| 10  | Karl Schrader (1876–)                            | 1. Mai 1938      | 31. März 1942    | Übertritt zum 3. Zivilsenat |  |
| 11  | Ernst Brandis (1880–1945)                        |                  | 1945             |                             |  |

### Reichsgerichtsräte
| Nr. | Name                                                       | Senatseintritt                                           | Senatsaustritt                    |                                                                      |  |
| --- | ---------------------------------------------------------- | -------------------------------------------------------- | --------------------------------- | -------------------------------------------------------------------- |  |
| 1   | Wilhelm Hennecke (1812–1890)                               | 1. Oktober 1879                                          | 1. Januar 1880                    | Übertritt zum 4. Zivilsenat                                          |  |
| 2   | Friedrich Hugo Werner (1815–1906)                          | 1. Oktober 1879                                          | 1. April 1885                     | Ruhestand                                                            |  |
| 3   | Adolph Robert Rappold (1816–1899)                          | 1. Oktober 1879                                          | 1. April 1886                     | Ruhestand                                                            |  |
| 4   | Christoph Ernst Friedrich von Forcade de Biaix (1821–1891) | 1. Oktober 1879                                          | 1. Oktober 1890                   | Ruhestand                                                            |  |
| 5   | George Meyer (1828–1889)                                   | 1. Oktober 1879 bzw. 1. Januar 1883                      | 1. Januar 1880 bzw. 1. Mai 1886   | Übertritt zum II. Hilfssenat bzw. 3. Zivilsenat                      |  |
| 6   | Friedrich Rassow (1826–1904)                               | 1. Oktober 1879 bzw. 1. April 1884                       | 1. Februar 1880 bzw. 1. Juli 1898 | Übertritt zum I. Hilfssenat bzw. Ruhestand                           |  |
| 7   | Wilhelm Hartmann (1816–)                                   | 1. Januar 1880                                           | 15. März 1883                     | Übertritt zum 4. Zivilsenat                                          |  |
| 8   | Wilhelm Langerhans (1816–1902)                             | 1. Januar 1880                                           | 1. Januar 1887                    | Ruhestand                                                            |  |
| 9   | Hermann Wittmaack (1833–1928)                              | 1. Januar 1880                                           | 1. Januar 1883                    | Übertritt zum 2. Strafsenat                                          |  |
| 10  | Ludolf Adolf Emil Paris (1821–1888)                        | 1. März 1882                                             | 1. Oktober 1885                   | Ruhestand                                                            |  |
| 11  | Gustav Ludwig August Fleischauer (1819–1891)               | 1. Juli 1883                                             | 1. Juli 1884                      | Ernennung zum Senatspräsidenten                                      |  |
| 11  | Heinrich Beer (1829–1926)                                  | 1. Juni 1885                                             | 1. Mai 1909                       | Ruhestand                                                            |  |
| 12  | Adolf Wilhelm Zander (1829–1910)                           | 1. Oktober 1885                                          | 1. Mai 1886                       | Übertritt zum 4. Strafsenat                                          |  |
| 13  | Wilhelm Turnau (1832–1915)                                 | 1. April 1886                                            | 1. März 1907                      | Ruhestand                                                            |  |
| 14  | Friedrich Ferdinand Ludwig Rintelen (1836–1907)            | 1. Mai 1886                                              | 1. Mai 1896                       | Austritt als Präsident des Oberlandeskulturgerichts.                 |  |
| 15  | Heinrich Friedrich Schütt (1835–1918)                      | 1. Mai 1886                                              | 1. November 1909                  | Ruhestand                                                            |  |
| 16  | Otto Hermann Daubenspeck (1831–1915)                       | 1. Januar 1887                                           | 1. Januar 1899                    | Ruhestand                                                            |  |
| 17  | Oskar Loebell (1836–1897)                                  | 1. Januar 1891                                           | 1. April 1896                     | Ruhestand                                                            |  |
| 18  | Alexander Achilles (1833–1900)                             | 1. Januar 1892                                           | 1. April 1895                     | Ruhestand                                                            |  |
| 19  | Konrad Förster (1842–1906)                                 | 1. Februar 1895                                          | 11. Dezember 1906                 | Verstorben                                                           |  |
| 20  | Paul Jaeckel (1845–1906)                                   | 1. April 1896                                            | 2. Juli 1906                      | Verstorben                                                           |  |
| 21  | Eugen Meyn (1849–1926)                                     | 1. Mai 1896                                              | 1. Mai 1899                       | Übertritt zum 7. Zivilsenat                                          |  |
| 22  | Peter Spahn                                                | 1. Juli 1898                                             | 1. Dezember 1905                  | Austritt                                                             |  |
| 23  | Richard Skonietzki (1835–)                                 | 1. Januar 1899                                           | 1. November 1910                  | Übertritt zum 1. Strafsenat                                          |  |
| 24  | Ernst Schneider (1846–1914)                                | 1. Mai 1899                                              | 1. Februar 1914                   | Ruhestand                                                            |  |
| 25  | Hugo Hoerner (1851–)                                       | 1. Januar 1906                                           | 1. Januar 1920                    | Übertritt zum 7. Zivilsenat                                          |  |
| 26  | Johannes Haas (1851–1908)                                  | 23. Oktober 1906                                         | 29. Januar 1908                   | Verstorben                                                           |  |
| 27  | Eduard Louis Busch (1854–1932)                             | 16. Januar 1907                                          | 1. Dezember 1923                  | Ruhestand                                                            |  |
| 28  | Richard Althaus (1852–nach 1919)                           | 1. März 1907                                             | 1. Januar 1919                    | Ruhestand                                                            |  |
| 29  | Ernst Heynacher (1854–1925)                                | 26. Februar 1908                                         | 1. Februar 1919                   | Ruhestand                                                            |  |
| 30  | Johannes Georg Kiehl (1851–1926)                           | 16. Mai 1909                                             | 1. Mai 1922                       | Ruhestand                                                            |  |
| 31  | Albert Simonson (1854–1942)                                | 1. November 1909                                         | 1. Dezember 1923                  | Ruhestand                                                            |  |
| 32  | Karl Lilienthal (1858–1935)                                | 21. Dezember 1911 (Hilfsrichter seit 16. September 1910) | 1. April 1912                     | Übertritt zum 2. Zivilsenat                                          |  |
| 33  | Ludwig Happich (1858–)                                     | (Hilfsrichter seit 1. November 1910)                     | (1. Februar 1912)                 | Übertritt zum 3. Strafsenat                                          |  |
| 34  | Emil Kreß (1860–1922)                                      | 1. Februar 1914                                          | 16. September 1914                | Übertritt zum 3. Zivilsenat                                          |  |
| 35  | Richard Michaëlis (1856–1941)                              | 1. Oktober 1914                                          | 1. August 1924                    | Ruhestand                                                            |  |
| 36  | Paul Asten (1861–1925)                                     | 19. November 1918                                        | 1. Januar 1919                    | auch 2. Zivilsenat                                                   |  |
| 37  | Ernst Rosenberg (1862–??)                                  | 1. Januar 1919                                           | 1. Januar 1928                    | auch 4. Strafsenat bzw. Ruhestand                                    |  |
| 38  | August Becker (1864–)                                      | 1. Februar 1919                                          | 1. Januar 1920                    | Austritt (Präsident LG Hannover)                                     |  |
| 39  | Peter Clasen (1866–)                                       | 1. Januar 1920                                           | ca. 1930                          | Ernennung zum Senatspräsidenten                                      |  |
| 40  | Hugo Salinger (1866–1942)                                  | 1. Januar 1920                                           | 15. Juli 1923                     | Übertritt zum 7. Zivilsenat                                          |  |
| 41  | Edmund Huyke (1864–1923)                                   | 6. Februar 1920                                          | 1. April 1920                     | Übertritt zum 6. Zivilsenat                                          |  |
| 42  | Karl Lorenz (1868–1931)                                    | 8. Mai 1922                                              | 1. Januar 1925                    | Übertritt zum 4. Strafsenat                                          |  |
| 43  | Ernst Witten (1871–)                                       | 1. November 1924 (Hilfsrichter seit 15. Juli 1923)       | 1. Juli 1927                      | Übertritt zum 6. Zivilsenat                                          |  |
| 44  | Franz Arndts (1864–)                                       | 1. Dezember 1923                                         | 1. Juli 1927                      | auch 4. Zivilsenat bzw. Ernennung zum Präsidenten des 2. Strafsenats |  |
| 45  | Friedrich Flad (1869–1947)                                 | 1. Dezember 1923                                         | 5. Juni 1927                      | Ernennung zum Präsidenten des 6. Zivilsenat 2. Strafsenat            |  |
| 46  | Alfons David (1866–1954)                                   | 16. September 1924                                       | 1. Januar 1929                    | Ernennung zum Präsidenten des 8. Zivilsenat                          |  |
| 47  | Max Landois (1873–1935)                                    | 1. Januar 1925                                           |                                   |                                                                      |  |
| 48  | Heinrich Fickler (1872–)                                   | 4. Dezember 1925                                         | 1938 bzw. 1940                    | 1942                                                                 |  |
| 49  | Bruno Krüger (1878–1931)                                   | 10. November 1925                                        | 1. Mai 1927                       | Austritt                                                             |  |
| 50  | Friedrich Brodführer (1878–)                               | 15. Juni 1927                                            | 1933                              | Übertritt zum 3. Zivilsenat                                          |  |
| 51  | Georg Pick (1869–1929)                                     | 1. Juli 1927                                             | 1. August 1928                    | Ruhestand                                                            |  |
| 52  | Hermann Epping (1875–)                                     | 1. Juli 1927                                             | 1943/44                           | Übertritt zum 3. Zivilsenat                                          |  |
| 53  | Josef Brühl (1878–)                                        | 14. Oktober 1927                                         | 1942                              | Auch 4. Strafsenat bis 1. Januar 1928                                |  |
| 54  | Jakob Richard Ruhl (1878–)                                 | 2. Januar 1928                                           | 1942                              | Auch 4. Strafsenat bis 4. Oktober 1928                               |  |
| 55  | Willy Bessau (1885–)                                       | 1. Februar 1929                                          | 1939                              |                                                                      |  |
| 56  | Daniel Cohn                                                | 1933 (1932 Hilfsrichter)                                 | 1933                              |                                                                      |  |
| 57  | Kurt Zimmer (1885–1941)                                    | 1934                                                     | 1941                              |                                                                      |  |
| 58  | Walter Peise                                               | (Hilfsrichter 1936)                                      |                                   |                                                                      |  |
| 59  | Carl Hertel (1879–1958)                                    | 1938                                                     | 28. Februar 1942                  | Ruhestand                                                            |  |
| 60  | Hans Leopold (1886–)                                       | 1. April 1941                                            | 1943/44                           | Übertritt zum 3. Zivilsenat                                          |  |
| 62  | Heinrich Hackl (1893–)                                     | 1943                                                     | 1945                              |                                                                      |  |
| 63  | Witthöft                                                   | 1945                                                     |                                   |                                                                      |  |
| 64  | Willy Musold (1898–)                                       | 1945                                                     |                                   |                                                                      |  |
| 65  | Johannes Denecke (1884–1974)                               | 1945                                                     |                                   |                                                                      |  |
| 66  | Emil Böhmer (1889–1981)                                    | 1945                                                     |                                   |                                                                      |  |
| 67  | Friedrich Everling (1891–1958)                             | 1945                                                     |                                   |                                                                      |  |
| 68  | Anton Neuß (1885–1957)                                     | 1945                                                     |                                   |                                                                      |  |